# Landgericht Battenberg

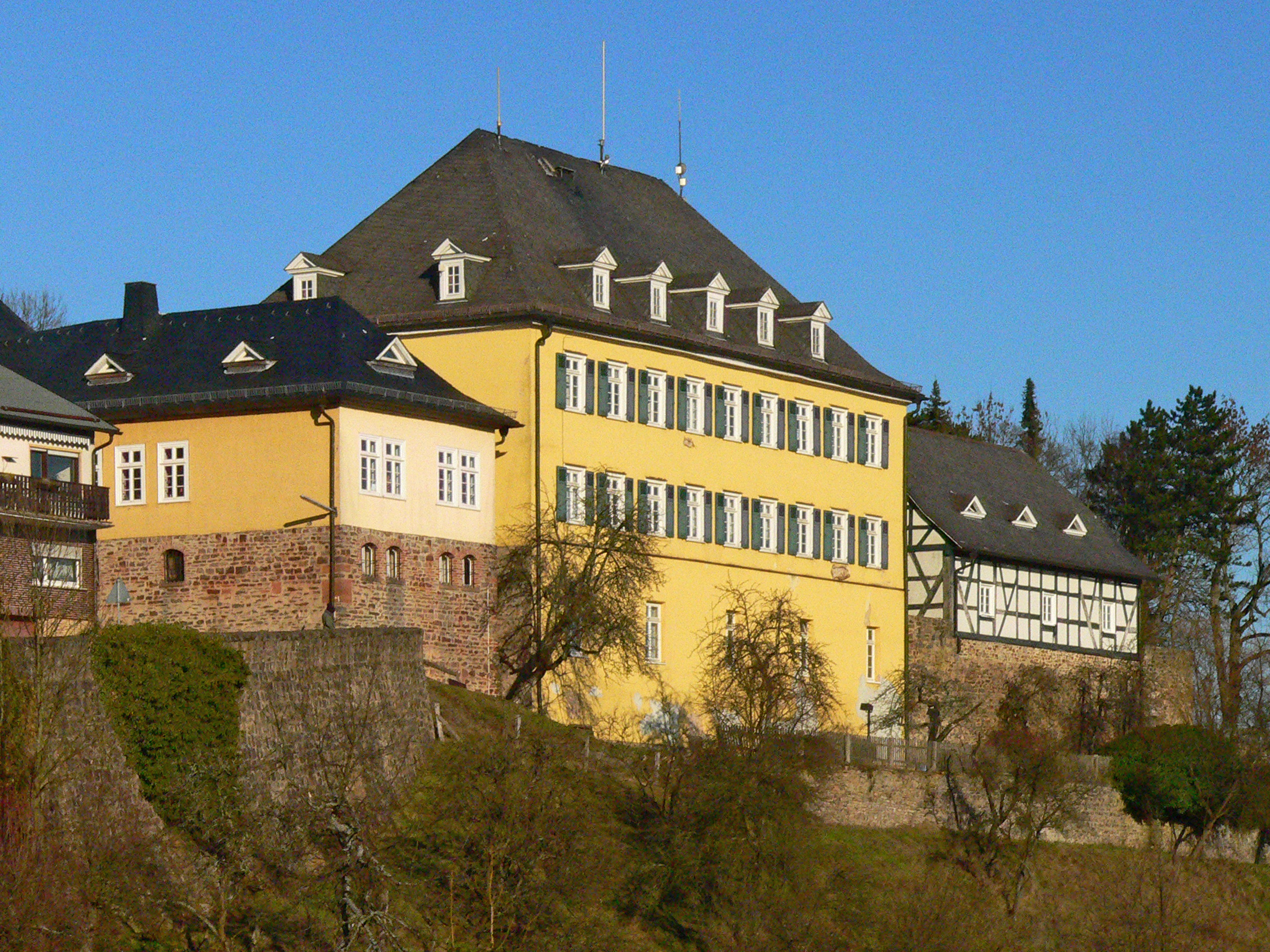
Die „Neuburg“, ehemaliges Landgerichtsgebäude

Das Landgericht Battenberg war ein von 1835 bis 1867 bestehendes erstinstanzliches Gericht der ordentlichen Gerichtsbarkeit im Großherzogtum Hessen mit Sitz in Battenberg.

## Gründung
Die Rechtsprechung der ersten Instanz wurde im Großherzogtum Hessen seit 1821 durch Landgerichte ausgeübt. 1835 wurden im Nordwesten von dessen Provinz Oberhessen die Gerichtsbezirke neu zugeschnitten. Dabei entstand zum 1. August 1835 auch das Landgericht Battenberg. Übergeordnete Instanz des Landgerichts Battenberg war das Hofgericht Gießen.

## Bezirk
Der Bezirk des Landgerichts Battenberg entstand, indem eine Reihe von Gemeinden aus dem Bezirk des Landgerichts Biedenkopf ausgegliedert wurden. Dies waren:
- Allendorf (Eder),
- Battenberg,
- Battenfeld,
- Berghofen,
- Biebighausen,
- Bromskirchen,
- Dodenau,
- Eifa,
- Frohnhausen bei Battenberg,
- Hatzfeld,
- Holzhausen an der Eder,
- Laisa,
- Oberasphe,
- Reddighausen und
- Rennertehausen.

## Ende
Nach dem verlorenen Krieg von 1866 musste das Großherzogtum mit dem Friedensvertrag vom 3. September 1866 Gebietsteile an Preußen abtreten. Dazu gehörte auch das Hessische Hinterland (der „Kreis Biedenkopf“) mit dem Bezirk des Landgerichts Battenberg.
Im Juni 1867 passte Preußen in den erbeuteten Gebieten die Gerichtsorganisation an die eigene Struktur an: Die bisherigen Landgerichte wurden aufgehoben und durch Amtsgerichte ersetzt.

## Das Gerichtsgebäude
1732 wurde in Battenberg von Oberforstmeister Carl Johann Philipp Loener von Laurenburg die „Neuburg“ erbaut. Das Schloss diente bis 1768 als Jagdschloss des Landgrafen Ludwig VIII. Danach wurde es als Amtshaus und Forstamt genutzt und ab 1835 war es Amtsgebäude des Landgerichts.

## Richter
Folgende Landrichter wirkten am Gericht:
- 1835–1841: Friedrich Moritz Eitel Ebel
- 1842–1841: Ludwig Hermann Stockhausen
- 1847–1850: Ernst Friedrich Dittmar
- 1850–1865: Philipp Friedrich Reitz
- 1865–1867: Wilhelm Ulrich
- 1867–1867: Ferdinand Eckstorm